# أوقستو هيكتور
أوقستو هيكتور (بالبرتغالية: Augusto Casimiro‏) هو صحفي وكاتب وشاعر برتغالي، ولد في 11 مايو 1889 في أمارانتي في البرتغال، وتوفي في 23 سبتمبر 1967 في لشبونة في البرتغال.